# Les Faunes (Larche)
Pour les articles homonymes, voir Faune.

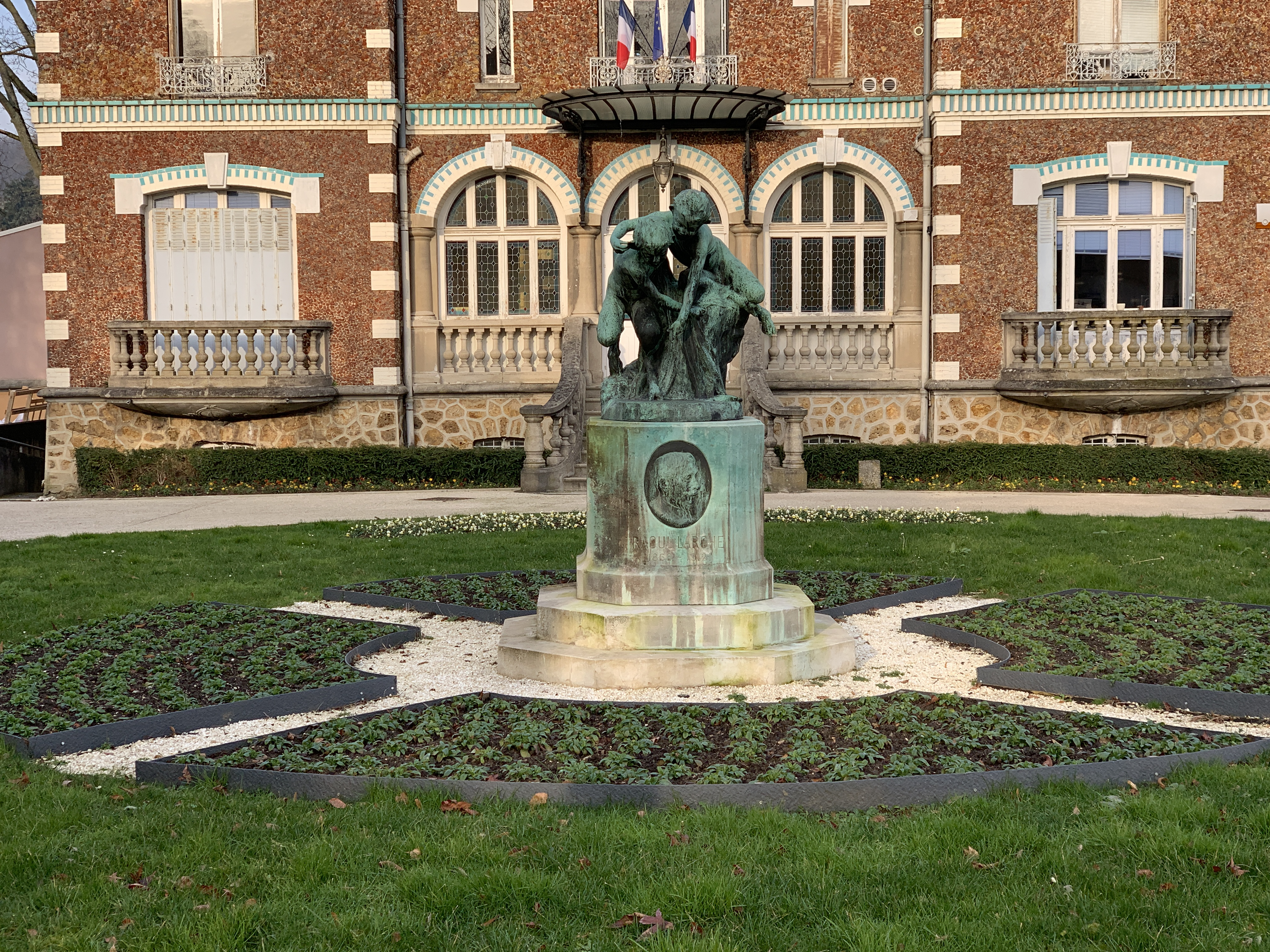
Monument Les Faunes de François-Raoul Larche.

Les Faunes est une sculpture en bronze de François-Raoul Larche (1860-1912).
Il venait souvent à Coubron (Seine-Saint-Denis), où il vécut quelques années. Son épouse offrit à la ville plusieurs de ses sculptures, dont Les Faunes.